# Козлов Олександр Костянтинович
Олександр Козлов (рос. Александр Константинович Козлов);нар. 25 вересня 1961 — пом.1 березня 2001) — радянський і російський музикант, композитор, клавішник і один з засновників рок-гурту «Агата Кристи».

## Дискографія
Пісні, написані Олександром для «Агата Кристи»
Второй фронт (1988)
- «Инспектор По…»
- «Коммунальный блюз»
- «Второй фронт»
- «Телесудьбы»
- «Post scriptum»

Коварство и любовь (1989)
- «Танго с дельтапланом»
- «Холодная любовь»

Декаданс (1990)
- «Его там не было»
- «Эпидемия»
- «Эксперимент»

Позорная Звезда (1992)
- «Нисхождение»
- «Истерика»
- «Вольно»

Опиум (1994)
- «Вечная любовь»
- «Сказочная тайга»
- «Гетеросексуалист»

Ураган (1997)
- «Моряк»
- «Грязь»

Чудеса (1998)
- «Ковер-вертолет»
- «Крошка»
- «Споем о сексе»